# Монументальное искусство

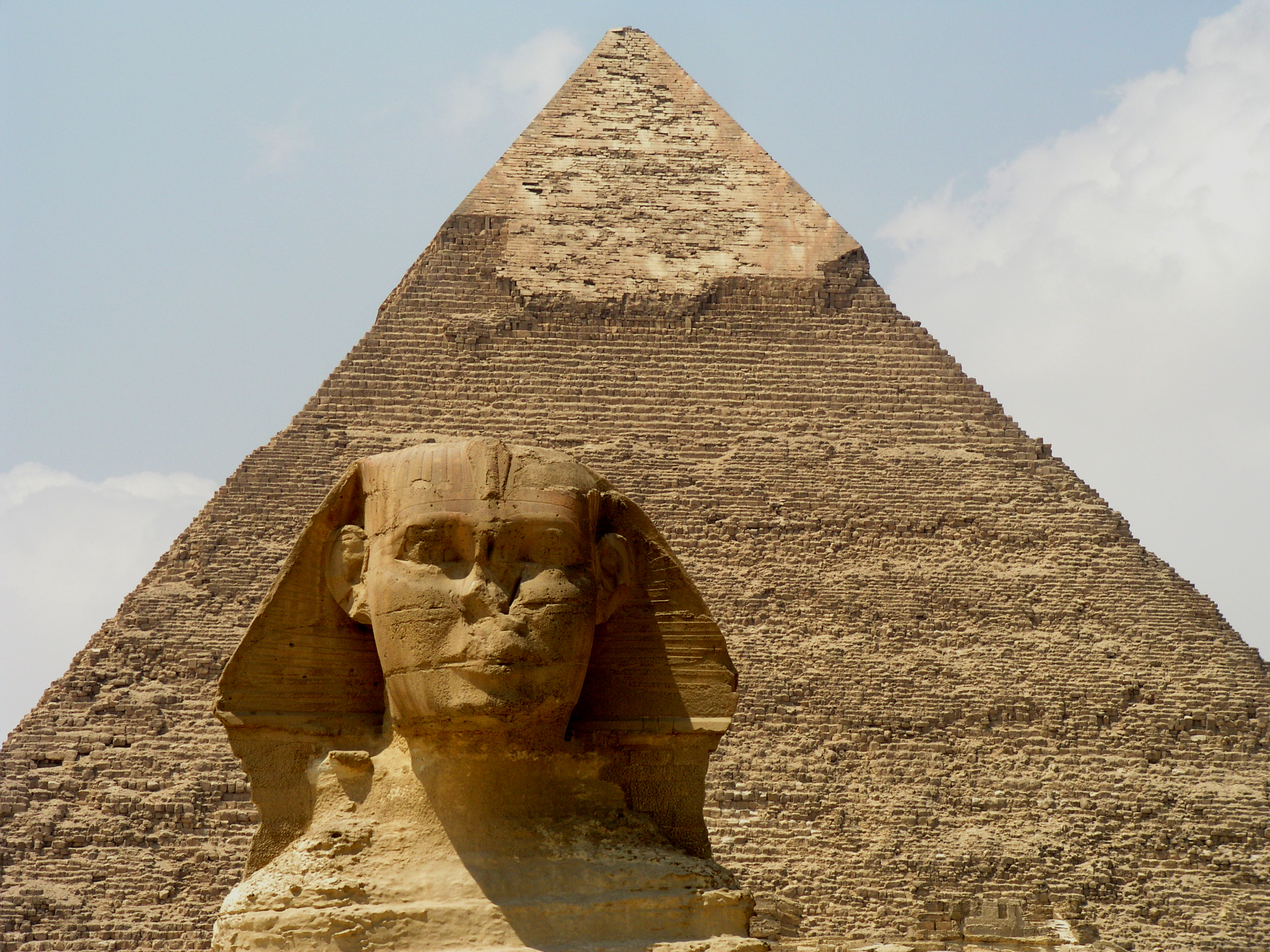
Большой Сфинкс и Пирамида Хефрена в Гизе

Монументальное искусство (лат. monumentum — воспоминание, память, памятник, от moneo — напоминаю) — искусство, создаваемое в органичной взаимосвязи с предметно-пространственной, в первую очередь, архитектурной, средой. Такое определение скрывает двойственность смысла. С одной стороны, «монументальное» — означает имеющее отношение к архитектуре, с другой, согласно этимологии, — большое, значительное, величественное, вечное. Однако эти значения в художественной теории и практике успешно контаминируют, поскольку архитектурные сооружения рассчитаны на века и призваны выражать непреходящее, значительное содержание.
Произведения монументального искусства — архитектурные и скульптурные композиции, элементы ландшафтного и садово-паркового искусства, живописные и мозаичные панно, рельефы, витражи — так или иначе образуют ансамбль. Отсюда, в частности, одно из определений архитектуры как «искусства комплексного, оперирующего большими масштабами, призванного объединять отдельные постройки в стройное архитектурное целое».
Аналогичное содержание имеет эвфемизм латинского термина «монумент»: памятник. В академическом определении памятник это «сложное, синтетическое архитектурно-скульптурное произведение, созданное для увековечения памяти об определённых событиях и людях». Смысловым и композиционным центром монументального ансамбля, как правило, становится архитектонический или скульптурный монумент: триумфальная арка, колонна, обелиск, ростральные колонны, конная статуя.

## Монументальность
Монументальностью искусствознание, эстетика и философия вообще именуют то свойство художественного образа, которое по своим характеристикам родственно категории «возвышенное». Словарь Владимира Даля даёт такое определение слову монументальный — «славный, знаменитый, пребывающий в виде памятника». Произведения, наделённые чертами монументальности, отличает идейное, общественно значимое или политическое содержание, воплощённое в масштабной, выразительной величественной (или величавой) пластической форме. Монументальность присутствует в различных видах и жанрах изобразительного искусства, однако качества её считаются непременными для произведений собственно монументального искусства, в которых она является субстратом художественности, доминантой психологического воздействия на зрителя. В то же время, не следует отождествлять понятие монументальность с самими произведениями монументального искусства, поскольку не всё созданное в номинальных пределах этого вида изобразительности и декоративности несёт в себе черты и обладает качествами подлинной монументальности. Примером тому служат созданные в разное время изваяния, композиции и сооружения, обладающие чертами гигантомании, но не несущие в себе заряда истинного монументализма и даже мнимого пафоса. Случается, гипертрофия, несоответствие их размеров содержательным задачам, по тем или иным причинам заставляет воспринимать такие объекты в комическом ключе. Из чего можно сделать вывод: формат произведения является далеко не единственным определяющим фактором в соответствии воздействия монументального произведения задачам его внутренней выразительности. История искусства имеет достаточно примеров, когда мастерство и пластическая целостность позволяют достигать впечатляющих эффектов, силы воздействия и драматизма только за счёт композиционных особенностей, созвучия форм и транслируемых мыслей, идей в произведениях далеко не самых крупных размеров («Граждане Кале» Огюста Родена немногим превышают натуру). Зачастую отсутствие монументальности сообщает произведениям эстетическая несообразность, отсутствие истинного соответствия идеалам и общественным интересам, когда творения эти воспринимаются не более как помпезные и лишённые художественных достоинств.
Знатного вельможу встреча со старцем, живущим в горах, сделает возвышеннее. Рыбаков или дровосеков встреча с именитым царедворцем сделает суетнее. Надобно знать: пышное не одолеет скромное; низменное не поднимется до возвышенного. — Хун Цзычэн. Вкус корней. Собрание первое.

## Задачи и принципы монументального искусства

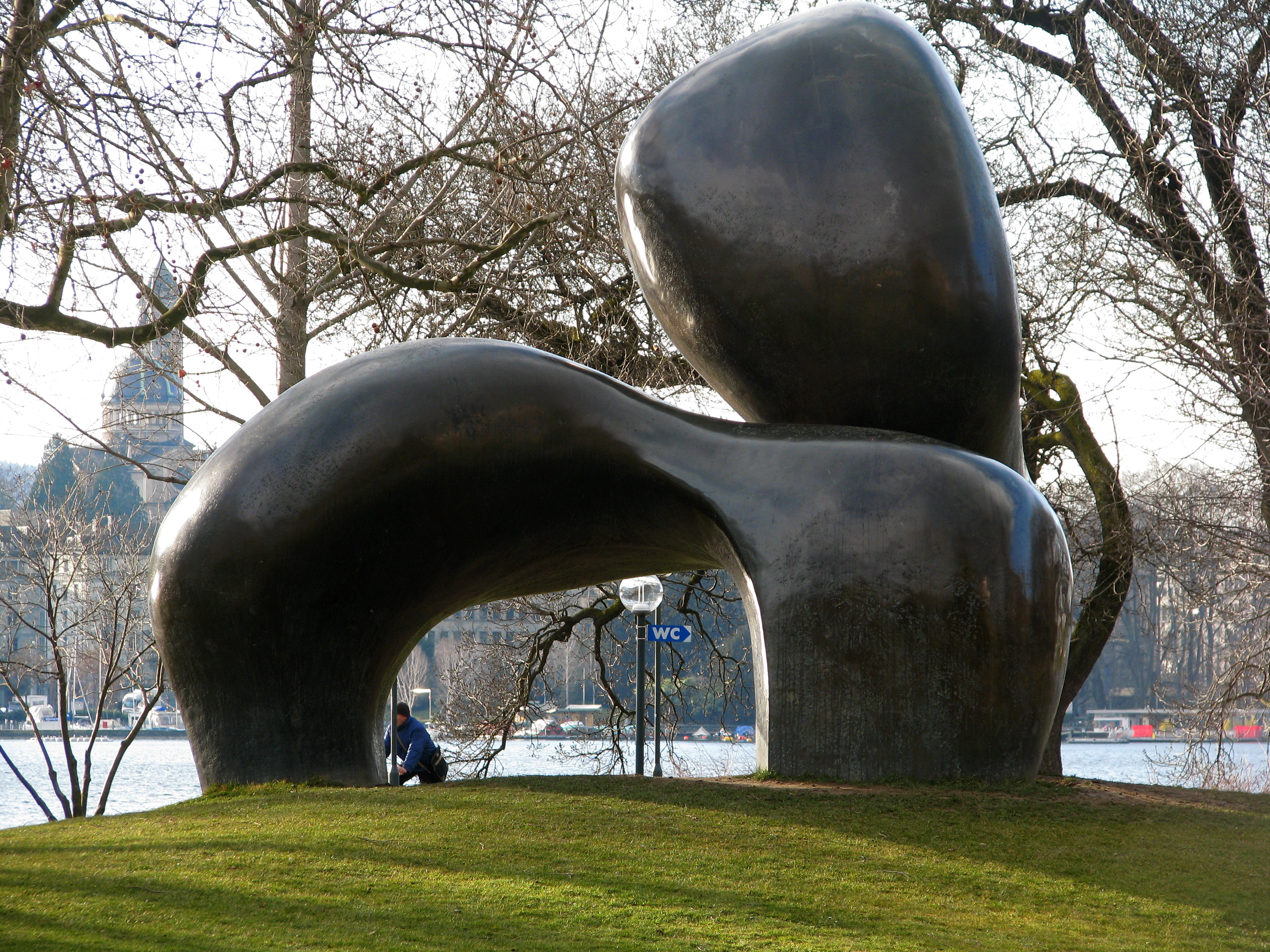
Генри Мур. Скульптура в гавани Рисбах. Цюрих—Зеефельд

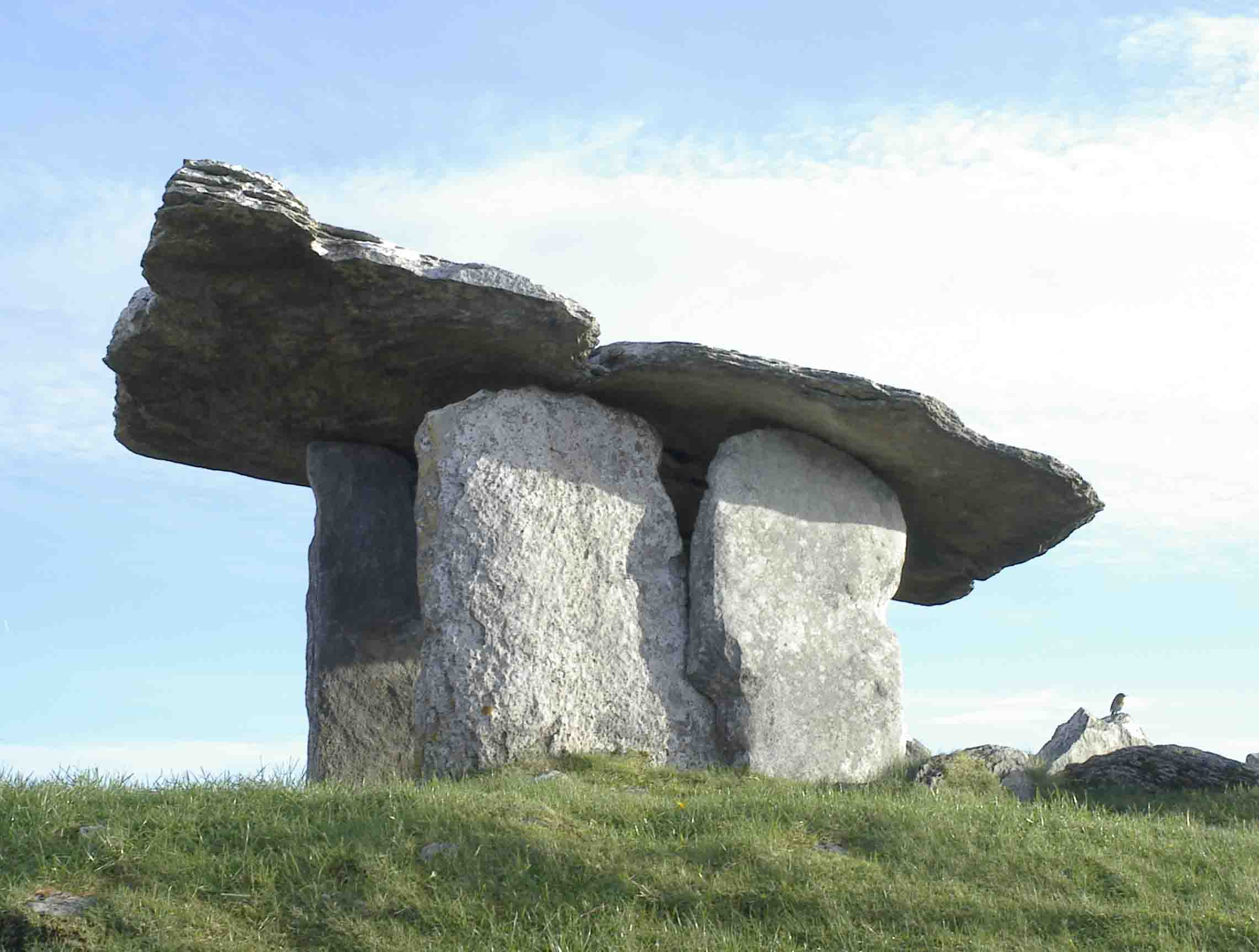
Дольмен. Ирландия

Произведения монументального искусства, вступая в синтез с архитектурой и пейзажем, становятся важной пластической или смысловой доминантой ансамбля и местности. Образно-тематические элементы фасадов и интерьеров, памятники или пространственные композиции традиционно посвящаются или стилистическими своими особенностями отображают современные идейные веяния и социальные тенденции, воплощают философские концепции. Обычно произведения монументального искусства имеют своим предназначением увековечение выдающихся деятелей, значительных исторических событий, но тематика и стилистическая направленность их напрямую связаны и с общим социальным климатом и атмосферой, преобладающей в общественной жизни.
Стремление к символичному запечатлению возвышенных, общезначимых явлений и идей обуславливает и диктует величественность и значительность форм произведений, соответствующие композиционные приёмы и принципы обобщения деталировки или меру её экспрессивности. Отдельные произведения выполняют служебную роль по отношению к архитектурным сооружениям, являясь аккомпанементом, усиливают выразительность их общего строя и композиционных особенностей. Определённая функциональная зависимость ряда устоявшихся видов монументального искусства, вспомогательная их роль, выражающаяся в решении задач по декоративной организации стен, различных архитектурных элементов, фасадов и перекрытий, садово-парковых ансамблей или самого по себе ландшафта, когда предназначенные тому произведения наделяются архитектонически-орнаментальными качествами или свойствами аранжирующей эстетизации, сказывается их отнесением к монументально-декоративному искусству. Тем не менее, между этими разновидностями монументального искусства отсутствует строгая грань, отделяющая их друг от друга. Одной из основных особенностей монументального искусства, обладающего названными качествами, строгими обобщенными формами или соразмерной содержанию динамикой. является то, что они, в большинстве случаев, создаются из долговечных материалов.

«Дружине Александра Невского». Псков. 1993. Козловский И. И. (арх. Бутенко П. С.)

Особое значение монументальное искусство приобретает в периоды глобальных социально-политических преобразований, во времена общественного подъёма, интеллектуального и культурного расцвета, находящихся в зависимости от стабильности общегосударственного развития, когда творчество призвано выражать наиболее актуальные идеи. Многочисленные примеры тому даёт как первобытное, пещерное, ритуальное искусство (мегалитические и тотемные сооружения), искусство Древнего мира в целом, так и наиболее выразительные образцы монументального искусства Древней Индии, Древнего Египта и Античности, произведения культурных традиций Нового Света. Изменение религиозных установок, социальные преобразования вносят свои коррективы в тенденции, живо отображающиеся в монументальном искусстве. Это хорошо демонстрирует искусствознание Средневековья и Эпохи Возрождения. В России, как и в других государствах, также наблюдалась аналогичная циклическая зависимость, которая представлена монументальными произведениями среденевековья — соборы древнерусских городов, сохранившие фрески, мозаики, иконостасы и скульптурный декор, скульптура от Петровской эпохи до периода политических преобразований, начавшихся в первой четверти XX века, когда монументализм стал использоваться в идеологических и пропагандистских целях. Степень оправданности драматизма, уместность пафосной мотивации или догматической патетики, тематического «ассортимента», в конце концов, также неизбежно запечатлевается в произведениях монументального искусства.
Периоды смуты сопровождаются мелкотемьем, сказывающемся не только на тематически универсальном жанре садово-парковой скульптуры, где присутствие «литературного» начала допустимо, но и на пластике в строгом, стилистически выдержанном урбанистическом окружении, что разрушает органичное единство последнего наполнением его среды декоративными эклектичными поделками, сентиментальными сюжетами, множащимися образцами провинциального анималистического жанра, структурно близкого к мелкой пластике, сомнительного не только с точки зрения вкуса, но и по своим профессиональным качествам исполнения; закономерной реакцией на такие проявлением становится возврат к формальному традиционализму, потребность «реанимации» культурного героя и обращения к новой псевдоэпической тематике. что затруднено отсутствием признаков «социального заказа» формообразующей эпохи… Монументальное искусство по своему предназначению не может идти на поводу у вкусов публики, желая понравится ей, оно призвано воспитывать понимание гармонии и высокой красоты; в то же время художник-монументалист должен быть способен противостоять и запросам «элитарного» социального меньшинства. Бессодержательный «декоративизм» и невнятные, неубедительные в любом отношении образцы фигуративного искусства кроме уныния ничего в любую среду не привносят. Здесь очень показателен пример модерна, стиля, которому и формально и идейно опытом противопоказано присутствие в монументальном искусстве (разве что — в некоторых случаях сугубо «модерновой» общей композиции). а сейчас — как стилистическая акцентуация в пределах концепции специального проекта или «сценарной», реконструктивной целесообразности. Промежуточные периоды исканий стиля — периоды эклектики и реконструктивных же псевдо- и ложноклассических, «псевдоготических», «псевдорусских», помпезных «бюргерских» и купеческих «узорчатых». Отсутствие строгой детерминации и, как следствие того, категорического размежевания монументального и монументально-декоративного искусства находится в прямой зависимости от очевидного взаимного влияния и взаимопроникновения их.

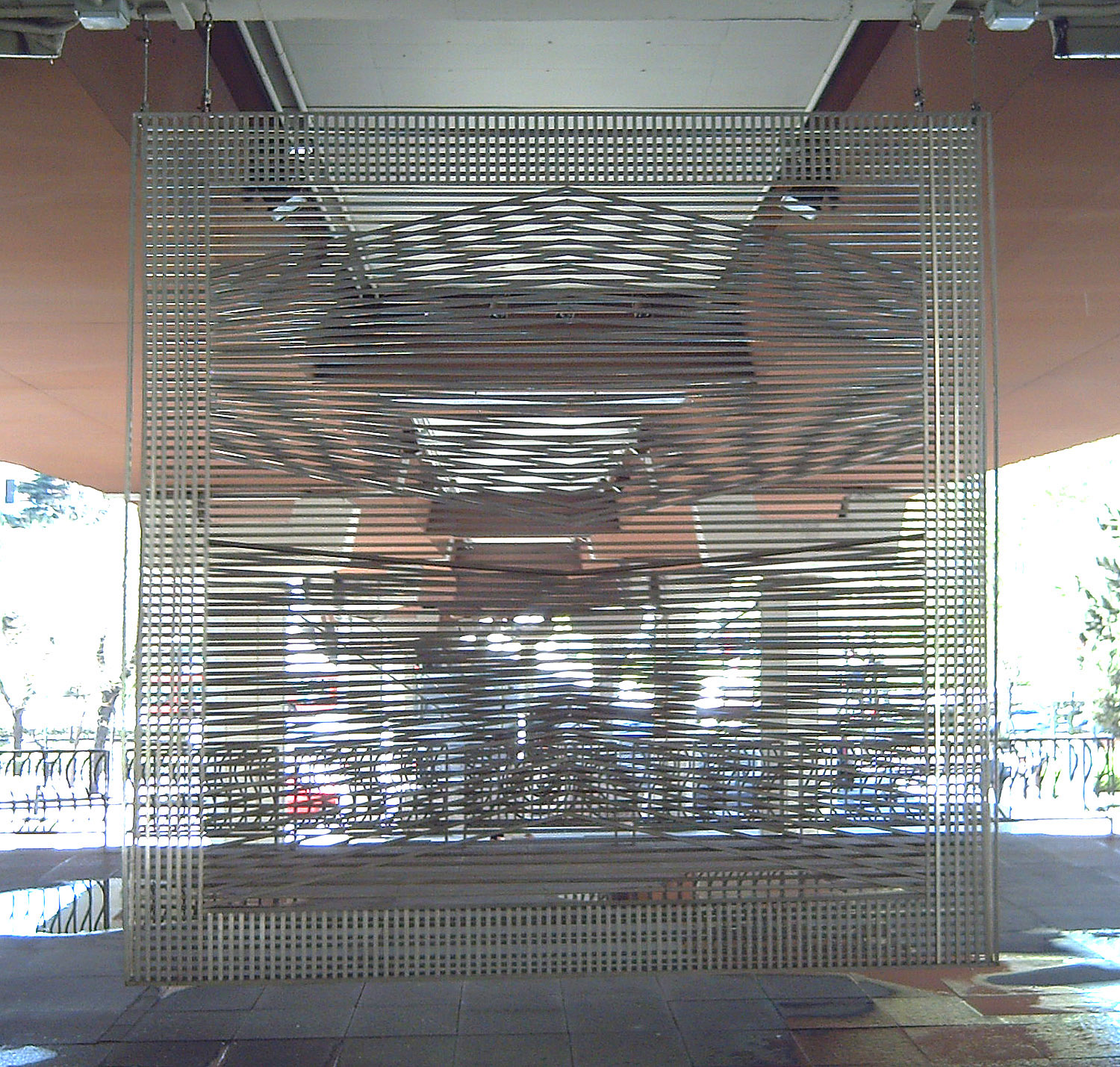
Эусебио Семпере. Мобил «Эффект муара». 1972. Музей садово-парковой скульптуры. Мадрид

В то же время существует, например, достаточно продуктивные направления монументального кинетического искусства, произведения которого уместны в равной степени и в ландшафте, и в среде современной архитектуры, когда оправдано отступление от статуарных запросов ансамбля старого города, заставляющего художника руководствоваться не только тактом и вдумчивым отношением к правомочности инсталляции в существующем композиционно завершённом пространстве, но и подчиняться сформированной им объёмной константе. Но композиции разной меры условного искусства, наделённые действительными признаками пластической содержательности и убедительности, получают, а то и завоёвывают, право на существование практически в любом ансамбле. Активно входить и даже вторгаться в среду любого реализованного и завершённого во времени, исчерпанного в своём развитии стиля может даже продукт контркультуры, и даже в виде антитезы, но только если это действительно произведение, и действительно — монументального искусства. Искусство предвосхищает смену эпох.
Выработанные веками требования монументального искусства предъявляются к общим пластическим характеристикам в гармонии с содержательной составляющей. Критерии осознания ретроспективной оценки объекта во всех аспектах обязывают не только следовать адекватному пониманию будущности произведения, но и находить эквивалентные жизнестойкие формы.

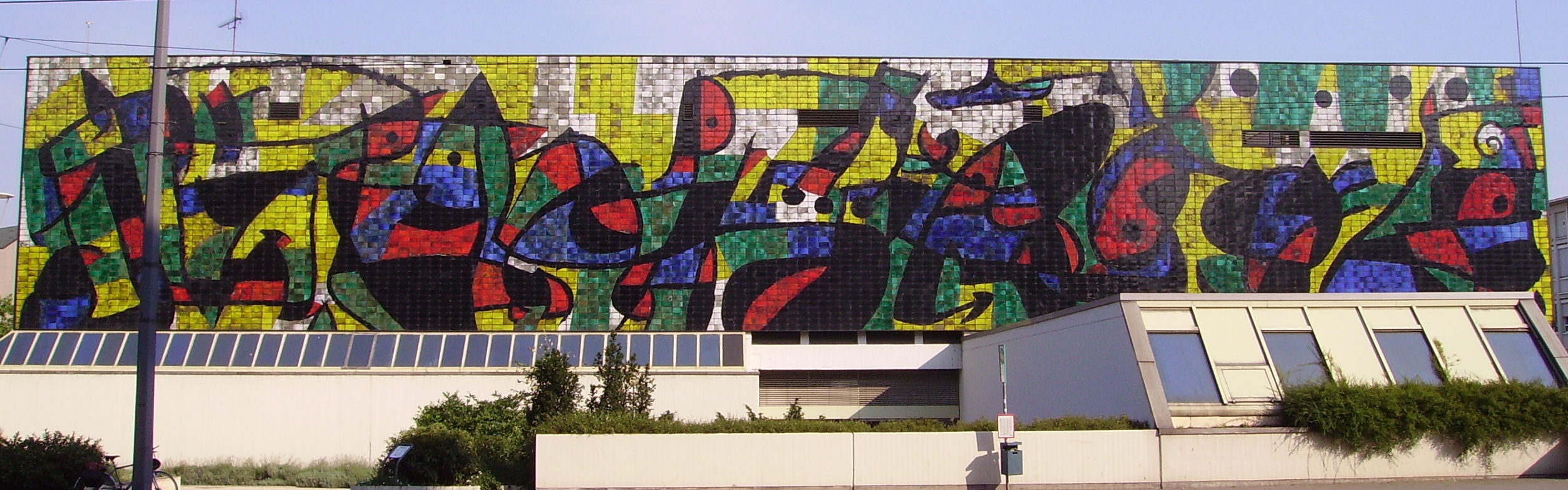
Жоан Миро. Майоликовое панно на фасаде Музея имени Вильгельма Хака. Людвигсхафен. Германия

Понимание этого чрезвычайно сложено даже для специалистов. В искусстве правомочен вопрос «как?», имеются принципы, пропорции и приёмы, но не имеет права на существование вопрос «что?» (с одним лишь исключением — нравственного порядка), отсутствуют неукоснительные стандарты по этой части. Предпочтительность не всегда очевидна, и не всегда оправдано кажущееся в настоящее время приемлемым «единственное решение». Не всегда однозначно можно ответить на вопрос о дальнейшей судьбе произведения, а его присутствию в той или иной среде не может являться альтернативой только конкретное смысловое соответствие или стилизация. Любому утверждению можно противопоставить достаточно убедительные доводы, любая попытка классификации может таить в себе противоречия и иметь исключения. Исторический опыт показывает, что наименее эффективен и чреват застоем охранительно-ограничительный путь идеологического вмешательства в вопросы сугубо профессиональной принадлежности. И монументальное искусство по причине силы воздействия и общедоступности, впрочем, как и любое творчество, должно быть свободно от этого ценза. Но настоящим провозглашён идеал, а пока существует государство и деньги, будет существовать идеология и заказ — монументальное искусство находится в прямой зависимости от них.

### Монументальная скульптура
Монументальная скульптура — это вид изобразительного искусства, произведения которого посвящены значительным историческим событиям или воздвигаются в честь великих людей. Характерными чертами монументальной скульптуры являются крупные масштабы, единство содержания, гармония с архитектурно-пространственным окружением. Целевой аудиторией является массовый зритель. Монументальная скульптура, которая может быть как однофигурной, так и многофигурной, исполняется в виде мемориальных комплексов, памятников и рельефов.
Этот вид изобразительного искусства не является самым древним, но произведения монументальной скульптуры — наиболее распространённая его форма. Самые ранние из сохранившихся. и до сих пор одни из самых крупных скульптурных изображений созданы в Древнем Египте. Ярким примером может служить Мемфисский Сфинкс, входящий в комплекс Пирамид в Гизе.
Монументальная скульптура непосредственно связана с архитектурной средой, отличается значительным идейным содержанием, обобщенностью форм, крупным масштабом.
Произведения скульптуры не становятся монументальнее ни от размера, ни от назначения, ни в зависимости от их материала, хотя и то, и другое, и третье может входить в состав скульптурной красоты и существенно влиять на её характер. Отсюда ясно, что монументальность есть именно то качество художественной формы, для которого менее всего пригоден расчёт на чисто количественные эффекты. — А. И. Бассехес.

### Монументальная живопись
Первые наскальные изображения доисторического периода с использованием цвета являются и первыми образцами монументального искусства.